# Deepwater Horizon: Thảm họa giàn khoan
Deepwater Horizon: Thảm họa giàn khoan (hay Deepwater Horizon) là một bộ phim tiểu sử thảm họa 2016 của Mỹ do Peter Berg đạo diễn, Matthew Sand và Matthew Michael Carnahan viết kịch bản. Phim có sự tham gia của Mark Wahlberg, Kurt Russell, John Malkovich, Gina Rodriguez, Dylan O'Brien và Kate Hudson. Phim dựa trên vụ nổ và tràn dầu ở Deepwater Horizon ở Vịnh Mexico.
Quá trình quay phim chính bắt đầu vào ngày 27 tháng 4 năm 2015 tại New Orleans, Louisiana. Phim ra mắt ở Liên hoan phim quốc tế Toronto 2016 và được công chiếu tại Hoa Kỳ vào ngày 30 tháng 9 năm 2016.
Phim nhận được hai đề Oscar cho biên tập âm thanh xuất sắc nhất và hiệu ứng hình ảnh xuất sắc nhất tại lễ trao giải Oscar lần thứ 89.